# Stație fantomă

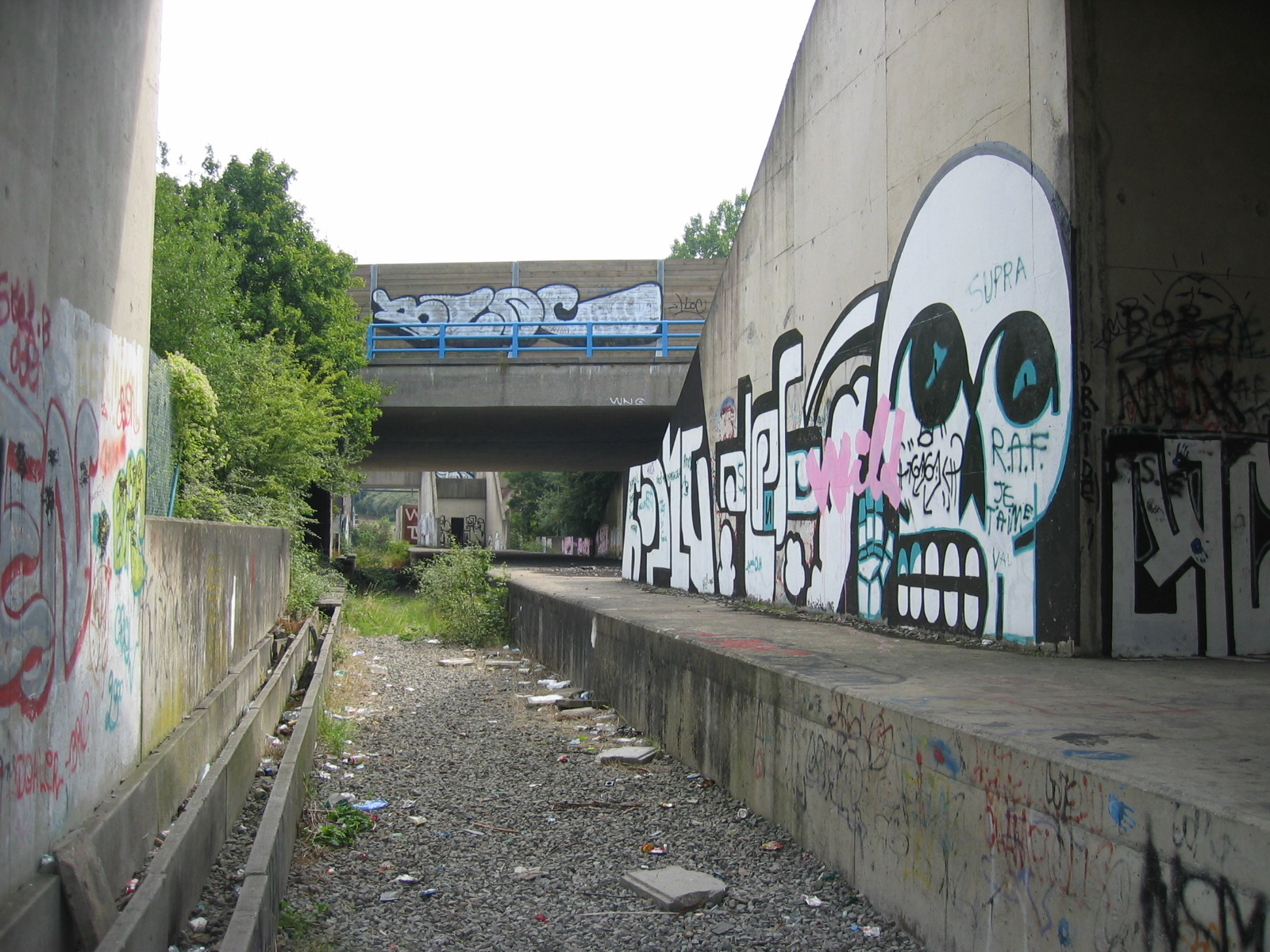
Stație fantomă a Metroului din Charleroi pe o secțiune neterminată.

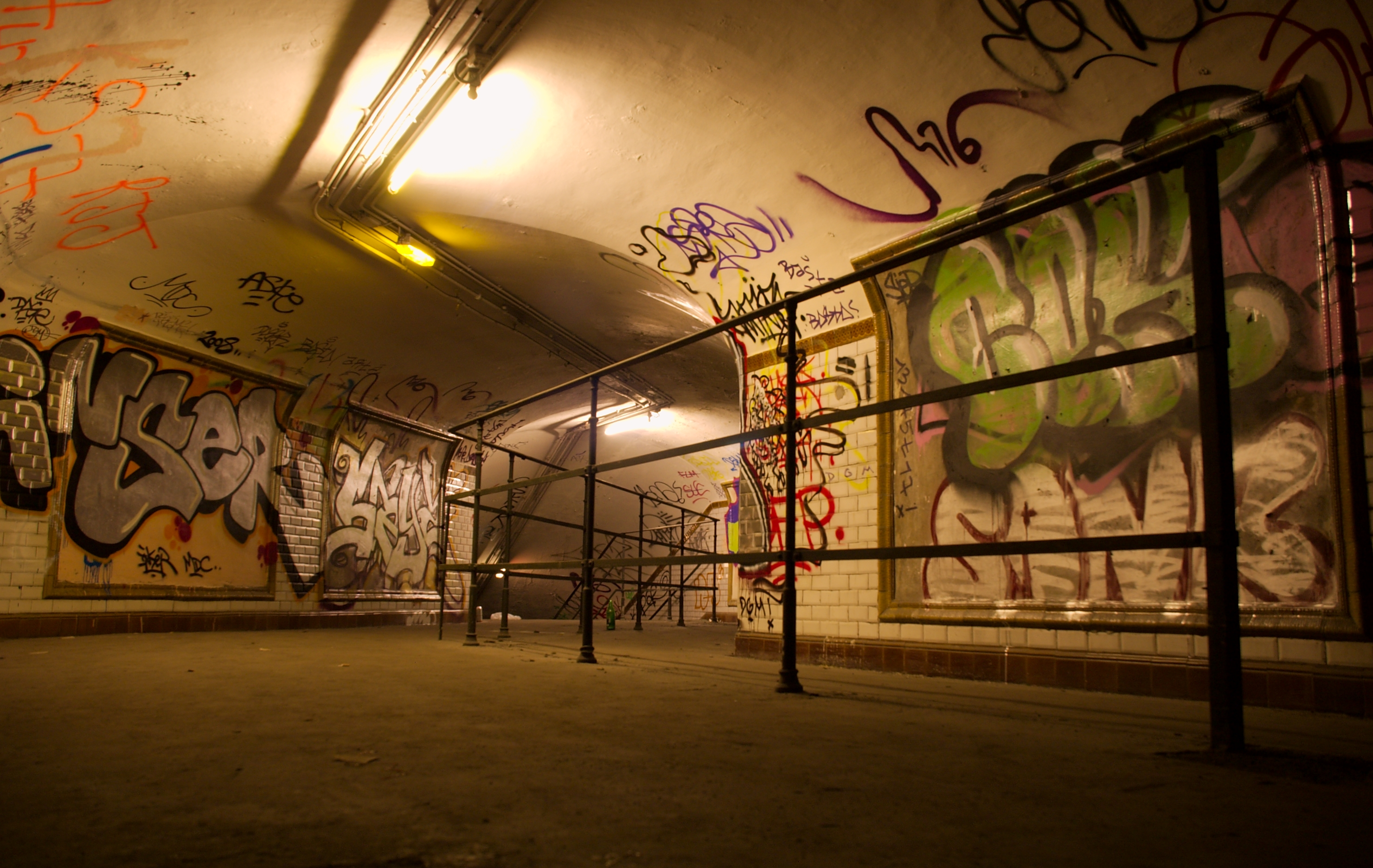
Saint-Martin, stație fantomă a metroului din Paris.

O stație fantomă este o gară sau o stație de metrou care nu a fost niciodată sau nu mai este în mod curent în funcțiune. Termenul provine de la cuvântul german Geisterbahnhöfe, care desemna anumite stații ale rețelelor berlineze de transport U-Bahn și S-Bahn închise în perioada divizării Berlinului din timpul Războiului Rece. De atunci, termenul a ajuns să desemneze orice stație subterană care nu se află în funcțiune, în special cele de pe liniile de metrou.
Există stații fantomă pe linii funcționale, dar există și stații fantomă pe linii care nu sunt încă sau nu mai sunt în exploatare. Un exemplu pentru acestea din urmă este gara olandeză Soestduinen, al cărei mobilier a fost demontat și îndepărtat abia după 10 ani de la închidere.
Există stații complete, dar goale, sau stații care au fost construite în perioade de boom, dar nu au mai fost terminate ori recepționate. Exemple bune în acest sens sunt stațiile belgiene incluse în „Micul ghid al Marilor Lucrări Inutile” (Le petit guide des Grands Travaux Inutiles): cele ale metroului din Charleroi sau ale premetroului din Antwerpen, care au fost construite, dar niciodată puse în exploatare.
Stațiile fantomă nu apar de obicei pe orarele mijloacelor de transport, pe indicatoarele din stațiile aflate în uz sau pe biletele de călătorie. O excepție au constituit-o stațiile din Berlin.
În rețeaua de metrou din Londra există câteva stații închise, iar unele din ele au fost folosite ca decor pentru filme. Metroul din Paris numără 11 stații fantomă, din care două, Haxo și Porte Molitor, nu au fost niciodată deschise traficului. De asemenea, pentru linia U10 a metroului din Berlin, niciodată terminată, au fost construite câteva stații.

## Stații fantomă în Berlin

### Context

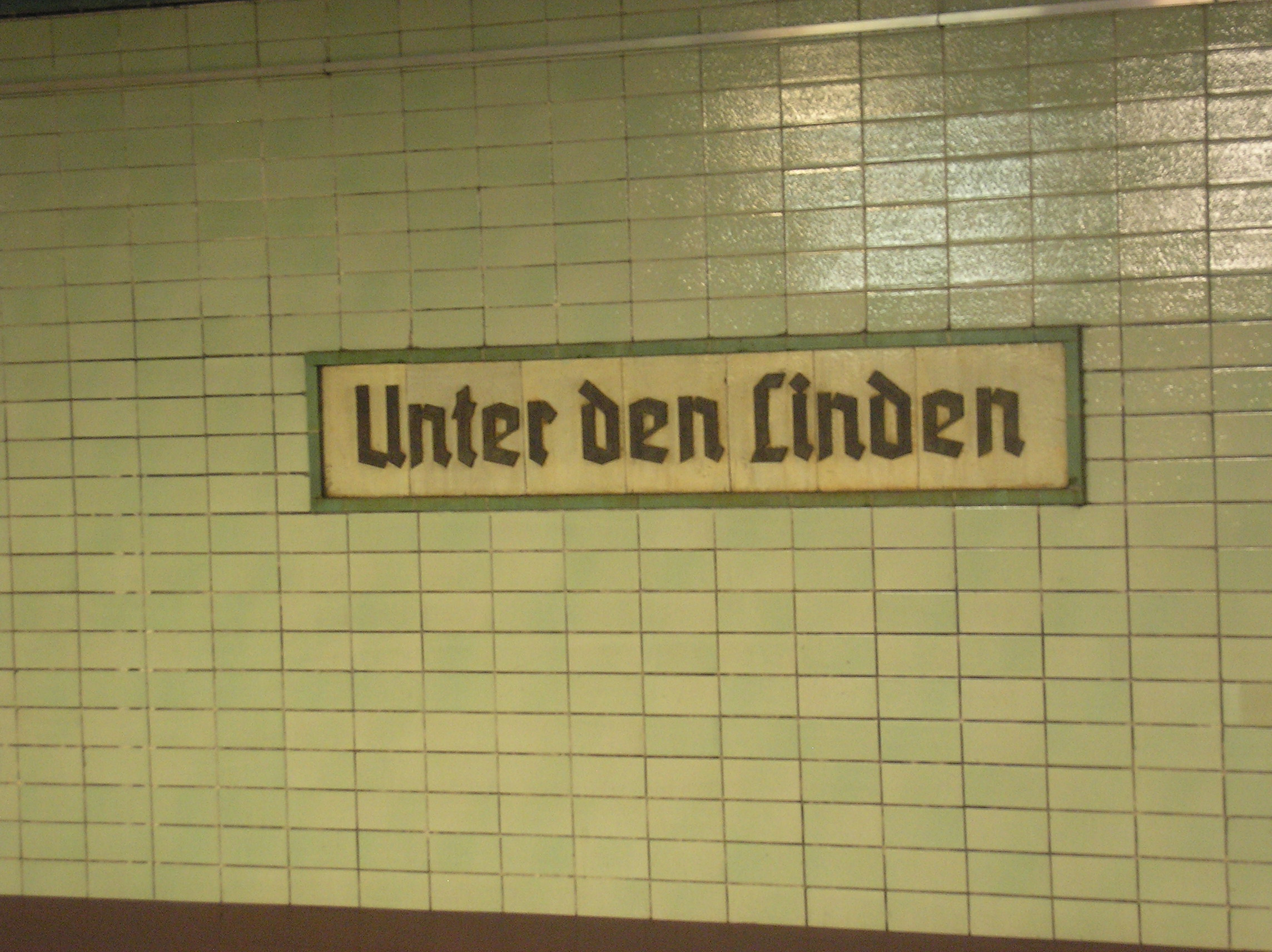
Indicator la Unter Den Linden în 2007, neschimbat din anii 1930. Ulterior a fost acoperit de un indicator modern cu noul nume al stației, „Brandenburger Tor”.

Harta stațiilor fantomă din Berlin

În august 1961, guvernul Republicii Democrate Germane a ordonat construirea Zidului Berlinului, tăind complet libertatea de circulație între Berlinul de Est și  Berlinul de Vest. Drept rezultat, rețeaua de transport public din Berlin, care deservea anterior ambele zone ale orașului, a fost de asemenea împărțită în două. Unele linii U- și S-Bahn au rămas pe de-a întregul într-una sau cealaltă din părțile orașului; alte linii au fost divizate între cele două jurisdicții, cu trenuri circulând doar până la ultima stație dinainte de noua graniță și înapoi. Totuși, au rămas în exploatare trei linii—două U-Bahn, denumite în zilele noastre U6 și U8, precum și Tunelul Nord-Süd din rețeaua S-Bahn—care treceau în cea mai mare parte prin Berlinul de Vest, dar traversau și zone relativ scurte din Berlinul de Est, în centrul orașului. Aceste linii au continuat să fie deschise vest-berlinezilor; cu toate acestea, garniturile traversau majoritatea stațiilor din Berlinul de Est fără să oprească, deși, din motive tehnice și legate de siguranța călătorilor, erau obligate să încetinească semnificativ în fiecare stație. Trenurile opreau totuși în Gara Berlin Friedrichstraße, care servea drept nod intermodal între U6 și mai multe linii S-Bahn. 
Numele Geisterbahnhof a fost curând aplicat de vest-berlinezi tuturor acestor stații foarte bine păzite, pe care le puteau vedea doar din trenurile în mișcare. Totuși, termenul nu a devenit niciodată oficial. Hărțile din acea perioadă a rețelei de metrou din Berlinul de Vest indicau aceste stații ca fiind „Bahnhöfe, auf denen die Züge nicht halten” („stații în care trenurile nu opresc”). Hărțile rețelei de metrou din Berlinul de Est nu înfățișau nici liniile din Berlinul de Vest, nici stațiile fantomă. Hărțile U-Bahn din gara de transfer Friedrichstraße erau unice: pe ele figurau toate liniile din vest, dar nu și Geisterbahnhöfe, și prezentau orașul divizat în „Berlin, Hauptstadt der DDR” („Berlin, capitala RDG”) și „Berlinul de Vest”.
Liniile erau o parte vitală a rețelei de transport din Berlinul de Vest, însă, deoarece traseul unora din ele traversa teritoriul Berlinului de Est, era dificil pentru echipele metroului vest-berlinez să efectueze lucrări de întreținere curentă sau de reparații ale șinelor și tunelurilor. Dacă o garnitură vest-berlineză se defecta pe teritoriul est-berlinez, pasagerii erau nevoiți să aștepte poliția de frontieră est-germană care să îi conducă spre ieșire. Guvernul RDG amenința uneori că va bloca la frontieră accesul garniturilor vest-germane și că va pune în exploatare propriile trenuri pe secțiunile est-berlineze ale acestor linii. Această situație a persistat pe întreaga durată de 28 de ani a divizării Berlinului.
În stațiile închise un fost instalate garduri de sârmă ghimpată care să prevină orice încercare a est-berlinezilor de a coborî pe terasamentul liniilor și de acolo în tuneluri, în timp ce a treia șină, electrificată pentru a asigura tracțiunea garniturilor, constituia un obstacol în plus. O alarmă se declanșa dacă o persoană atingea gardul. La intrările în stații au fost îndepărtate indicatoarele, accesul dinspre trotuar blocat, iar scările sigilate cu ziduri de beton. Au fost construite secții de poliție în fostele ghișee de servicii, de unde puteau fi monitorizate peroanele.
O linie albă lată marca pe zidurile tunelelor poziția exactă a frontierei. Ulterior au fost instalate porți în unele stații, care puteau fi astfel închise noaptea, când circulația trenurilor și serviciile de pază erau întrerupte. Însă paza în celelalte stații se făcea continuu, creându-se posturi suplimentare în poliția transporturilor. În zona peroanelor, soldații lucrau întotdeauna câte doi și erau selectați cu grijă, pentru a avea siguranța că nu există legături personale între ei. În plus, ofițerii superiori puteau efectua oricând inspecții surpriză, contribuind astfel la menținerea securității maxime. Unele stații erau păzite de trupele de frontieră.

### Stații speciale
Gara Berlin Friedrichstraße, deși deservită de liniile vest-berlineze și situată pe teritoriul Berlinului de Est, nu era o Geisterbahnhof. Ea servea ca punct de transfer între U6 și anumite linii S-Bahn. Pasagerii vest-berlinezi puteau trece de la un peron la altul fără a părăsi gara și fără a fi nevoiți să prezinte documente, la fel ca pasagerii care schimbă avionul într-un aeroport internațional. Rezidenții din Berlinul de Vest care posedau vizele necesare puteau intra pe acolo în Berlinul de Est.
Gara S-Bahn Bornholmer Straße a fost singura stație fantomă care nu se găsea într-un tunel. Era situată aproape de Zidul Berlinului, lângă punctul de trecere a frontierei din Bornholmer Straße. Garniturile din Berlinul de Vest treceau prin această gară fără să oprească. Trenurile S-Bahn treceau prin aceeași gară, dar pe șine diferite. Liniile folosite de vest și est-berlinezi erau despărțite unele de altele printr-un gard înalt.
Alt caz particular a fost Gara Wollankstraße. Precum Bornholmer Straße, era o stație S-Bahn deservită de trenurile vest-berlineze, dar situată în Berlinul de Est, imediat după graniță. Totuși, Wollankstraße era în uz și accesibilă călătorilor vest-germani, deoarece una din ieșirile din gară dădea într-o stradă din Berlinul de Vest. Această ieșire se afla exact pe linia de demarcație, iar un indicator de avertizare din apropiere informa pasagerii despre situație. Celelalte ieșiri din gară, care comunicau cu Berlinul de Est, au fost blocate.

### Redeschiderea

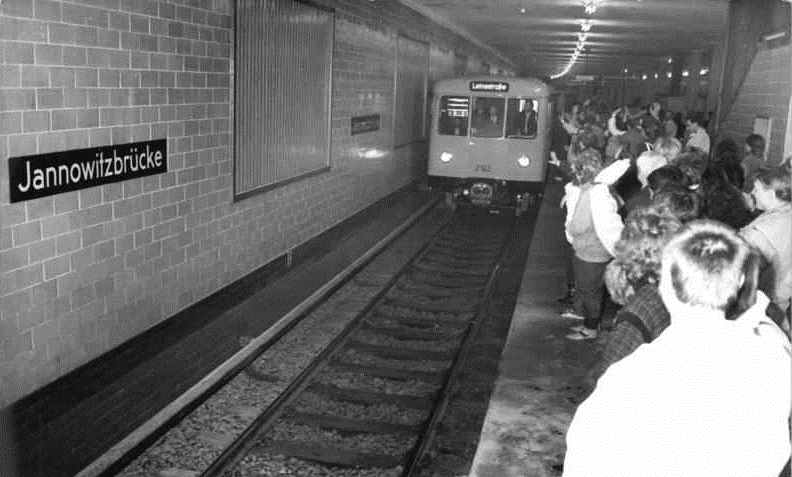
Redeschiderea, pe 11 noiembrie 1989, a stației U-Bahn Jannowitzbrücke, prima stație fantomă repusă în circulație după căderea Zidului Berlinului.

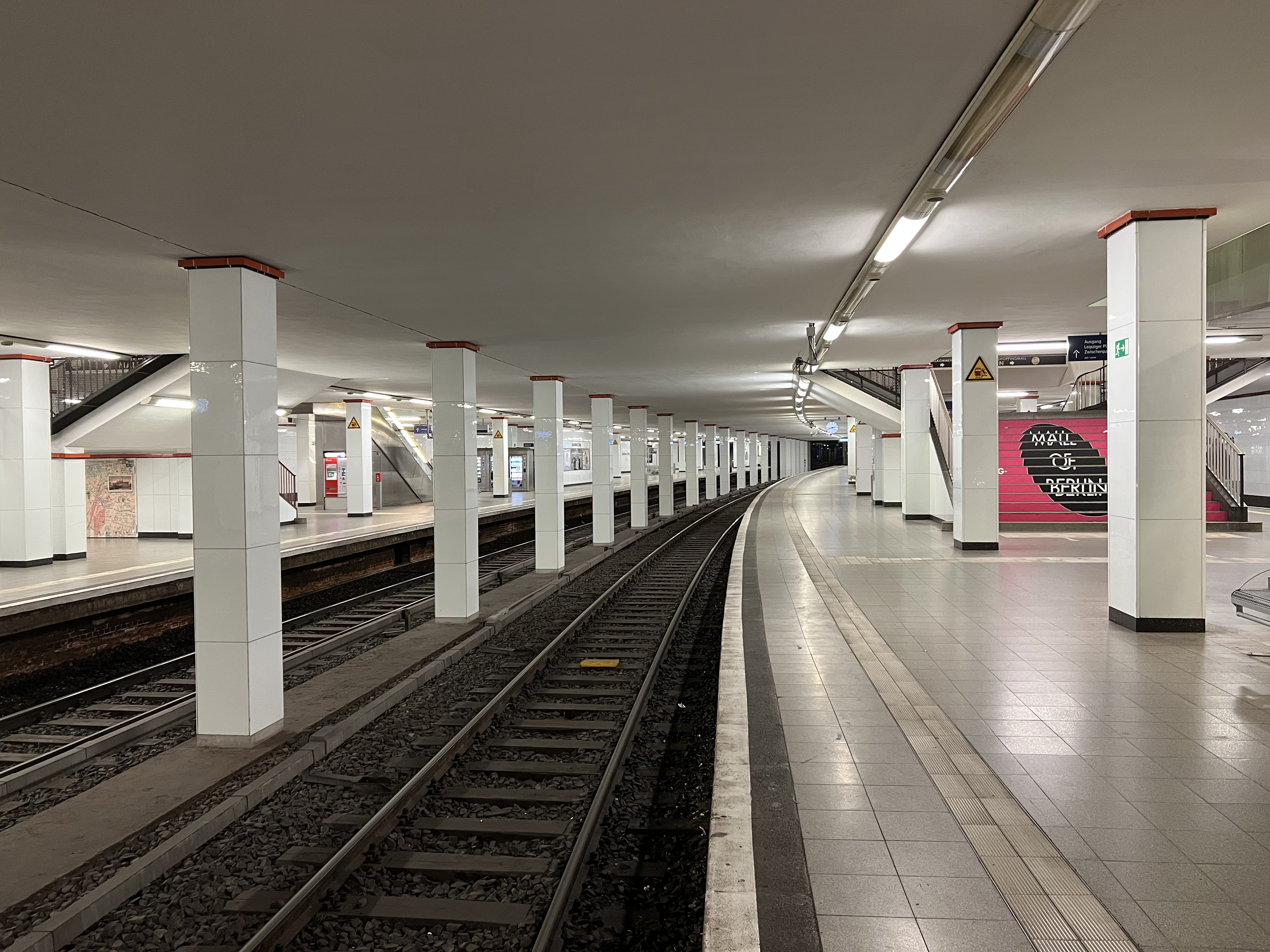
Potsdamer Platz, fostă stație S-Bahn fantomă, acum redeschisă.

Primii oameni care au intrat în stațiile fantomă după căderea, în noiembrie 1989, a Zidului Berlinului, au descoperit că acestea își păstraseră fostul nume, iar semnalizarea și afișajul publicitar de pe pereți rămăseseră neschimbate din 1961.
Prima stație fantomă care a fost repusă în exploatare a fost Jannowitzbrücke (U8), pe 11 noiembrie 1989, la două zile după căderea Zidului. Stația a fost echipată cu un punct de control similar celui din Gara Friedrichstraße, unde au fost instalați provizoriu vameșii și grănicerii est-germani, pentru a ușura tranzitul pasagerilor din și în direcția Berlinului de Est. Indicatoare inscripționate de mână au fost fixate pe pereți acoperindu-le pe cele vechi, din perioada anterioară anului 1961; acelea erau deteriorate de vreme și le lipseau informațiile privind extensiile liniilor după 1961. Pe 22 decembrie 1989, stația Rosenthaler Platz (U8) a fost și ea deschisă cu un punct de control provizoriu similar.
Pe 12 aprilie 1990 a fost deschisă a treia stație, Bernauer Straße (U8). Deoarece ieșirea ei nordică se afla direct pe graniță, stația a putut fi deschisă fără un punct de control, având acces direct spre Berlinul de Vest. Ieșirea ei sudică din Berlinul de Est a fost redeschisă abia pe 1 iulie 1990.
Pregătirile pentru redeschiderea tuturor stațiilor de pe magistralele U6 și U8, inclusiv a stațiilor S-Bahn Oranienburger Straße, Unter den Linden și Nordbahnhof, au început pe 13 aprilie 1990. A durat două luni ca stațiile să fie curățate, să fie evacuate deșeurile și reamenajate interioarele; toate stațiile au fost redeschise pe 1 iulie 1990, la ora 11 a.m., în aceeași zi cu adoptarea de către RDG a monedei RFG, marca vest-germană. Posturile de grăniceri din stații au fost abandonate.
Pe 2 iulie 1990, Gara Oranienburger Straße a fost prima stație fantomă redeschisă de pe magistrala Nord-Süd-S-Bahn. Pe 1 septembrie 1990, Unter den Linden și Berlin Nordbahnhof au fost redeschise după ce au fost executate lucrări de reabilitare. Pe 12 decembrie 1990, Bornholmer Straße a fost și ea redeschisă trenurilor de călători vest-germane; pe 5 august 1991 a fost deschis și un peron pentru trenurile din Berlinul de Est, permițând comutarea. Ultima stație fantomă redeschisă a fost Potsdamer Platz, pe 3 martie 1992, după o minuțioasă reabilitare a întregului tunel nord-sud.
În anii următori, orașul și guvernul german au depus mari eforturi pentru restaurarea și reabilitarea rețelelor S-Bahn și U-Bahn din Berlin. Sistemul U-Bahn a atins capacitatea de dinaintea construcției Zidului în 1995, odată cu redeschiderea Gării Warschauer Straße, pe magistrala U1. Sistemul S-Bahn a devenit relativ complet în 2002, odată cu redeschiderea căii ferate de centură, deși mai există încă secțiuni nefolosite ale liniilor închise după ridicarea Zidului. Deciziile privind o eventuală redeschidere a acestora urmează încă să fie luate.

### Lista stațiilor fantomă din Berlin
Această listă include doar acele stații din Berlinul de Est prin care trenurile din Berlinul de Vest treceau fără să oprească. Au existat și alte stații de o parte și de alta a Zidului Berlinului care erau închise în perioada divizării orașului deoarece porțiunile de linii care le deserveau nu erau în uz.
Puncte de control temporare au fost instalate în stațiile cu acces în Berlinul de Est care au fost redeschise înainte de 1 iulie 1990. Punctele de control nu au mai fost necesare după această dată și au fost desființate odată cu constituirea uniunii monetare între Germania de Est și de Vest.
| Lista stațiilor fantomă din Berlin ca urmare a Războiului Rece | Lista stațiilor fantomă din Berlin ca urmare a Războiului Rece | Lista stațiilor fantomă din Berlin ca urmare a Războiului Rece | Lista stațiilor fantomă din Berlin ca urmare a Războiului Rece | Lista stațiilor fantomă din Berlin ca urmare a Războiului Rece |
| Nord-Süd S-Bahn (S1, S2 și S25)                                | Nord-Süd S-Bahn (S1, S2 și S25)                                | Nord-Süd S-Bahn (S1, S2 și S25)                                | Nord-Süd S-Bahn (S1, S2 și S25) | Nord-Süd S-Bahn (S1, S2 și S25)                                |
| Nr.                                                            | Stație                                                         | Data redeschiderii                                             | Observații | Ordinea redeschiderii                                          |
| -------------------------------------------------------------- | -------------------------------------------------------------- | -------------------------------------------------------------- | --- | -------------------------------------------------------------- |
| 1                                                              | Bornholmer Straße                                              | 12 decembrie 1990                                              | | 7                                                              |
| 2                                                              | Nordbahnhof                                                    | 1 septembrie 1990                                              | | 6                                                              |
| 3                                                              | Oranienburger Straße                                           | 2 iulie 1990                                                   | Prima gară S-Bahn redeschisă | 5                                                              |
| 4                                                              | Unter den Linden                                               | 1 septembrie 1990                                              | Redenumită Gara Brandenburger Tor | 6                                                              |
| 5                                                              | Potsdamer Platz                                                | 3 martie 1992                                                  | | 8                                                              |
| U 6                                                            |                                                                |                                                                | |                                                                |
| 1                                                              | Schwartzkopffstraße                                            | 1 iulie 1990                                                   | Între aproximativ 1951 și 1971, stația Schwartzkopffstraße s-a numit Walter-Ulbricht-Stadion, după numele unui stadion din apropiere denumit în onoarea lui Walter Ulbricht, pe atunci Prim-Secretar al Partidului Unității Socialiste (SED) și liderul de facto al RDG. În 1971, când Ulbricht a fost înlocuit cu Erich Honecker, stadionul și stația au fost redenumite Stadion der Weltjugend (Stadionul Tineretului Mondial), deși singurele trenuri care treceau prin ea erau din Berlinul de Vest și nu opreau. Numele original a fost restabilit în 1991. | 4                                                              |
| 2                                                              | Nordbahnhof                                                    | 1 iulie 1990                                                   | Redenumită Zinnowitzer Straße (1991–2009), apoi Naturkundemuseum (din 2009). | 4                                                              |
| 3                                                              | Oranienburger Tor                                              | 1 iulie 1990                                                   | | 4                                                              |
| 4                                                              | Französische Straße                                            | 1 iulie 1990                                                   | | 4                                                              |
| 5                                                              | Stadtmitte                                                     | 1 iulie 1990                                                   | Doar stația U6 a fost închisă. Trenurile liniei A a metroului est-berlinez (astăzi parte a U2) continuau să oprească aici. | 4                                                              |
| U 8                                                            |                                                                |                                                                | |                                                                |
| 1                                                              | Bernauer Straße                                                | 12 aprilie 1990                                                | Doar accesul direct în Berlinul de Vest a rămas deschis, fără punct de control. Ieșirea de sud către Berlinul de Est a fost redeschisă abia pe 1 iulie 1990. | 3                                                              |
| 2                                                              | Rosenthaler Platz                                              | 22 decembrie 1989                                              | Un punct temporar de control a fost instalat la trecerea în Berlinul de Est. | 2                                                              |
| 3                                                              | Weinmeisterstraße                                              | 1 iulie 1990                                                   | | 4                                                              |
| 4                                                              | Alexanderplatz                                                 | 1 iulie 1990                                                   | Doar stația U8 a fost închisă. Trenurile liniei A a metroului est-berlinez (astăzi parte a U2) și liniei E (astăzi parte a U5), precum și trenurile S-Bahn est-berlineze continuau să oprească aici. | 4                                                              |
| 5                                                              | Jannowitzbrücke                                                | 11 noiembrie 1989                                              | Doar stația U8 a fost închisă. Trenurile S-Bahn est-berlineze continuau să oprească aici. După redeschidere, un punct temporar de control a fost instalat la trecerea în Berlinul de Est. | 1                                                              |
| 6                                                              | Heinrich-Heine-Straße                                          | 1 iulie 1990                                                   | | 4                                                              |

### Stații fantomă după reunificare
În contrast cu lista de mai sus, mai multe stații berlineze extrem de necesare în timpul Războiului Rece și-au pierdut importanța și pasagerii după Reunificare, unele devenind chiar stații fantomă. Cele mai notabile exemple sunt:
- Genshagener Heide (în germană): stație de pe centura feroviară situată în sudul Berlinului, departe de locurile populate, și-a pierdut importanța după reluarea traficului pe rutele directe din zona Potsdam către Berlinul de Est și ca urmare a reducerii de personal de la uzina Industriewerke Ludwigsfelde aflată în apropiere. Trenurile circulând între Potsdam și Berlin Schönefeld Flughafen au oprit în stație până în decembrie 2012. De atunci, toate trenurile de pasageri trec prin stație fără să oprească, iar aceasta a fost reclasificată oficial ca Betriebsbahnhof (stație de serviciu). O haltă numită Ludwigsfelde-Struveshof a fost construită la 2 km spre vest (mai aproape de zonele populate) și dată în exploatare odată cu închiderea stației Genshagener Heide.
- Potsdam Pirschheide (în germană): o stație de transfer intermodal, situată de asemenea pe calea ferată de centură a Berlinului , la periferia orașului Potsdam, nunită Potsdam Hauptbahnhof (Gara principală din Potsdam) între 1961 și 1993, a fost cea mai importantă stație din Potsdam când traficul spre Berlinul de Vest (calea ferată Berlin–Magdeburg) a fost sever restricționat. După reluarea serviciului între Potsdam și Gara Berlin-Wannsee, gara Pirschheide și-a pierdut importanța și a fost părăsită în 1994. Șinele de pe platforma superioară au fost demolate în 1999, cu excepția unei perechi ce nu se învecinează cu niciun peron, iar pe platforma inferioară un singur peron a rămas în serviciu pentru trenurile locale de la Potsdam spre Michendorf. Deși importanța sa în prezent este neglijabilă, iar starea în care se află nu diferă mult de adevăratele stații fantomă din timpul Războiului Rece, totuși în Potsdam Pirschheide încă opresc curse regulate de pasageri.

## Listă de stații fantomă în lume

### Argentina

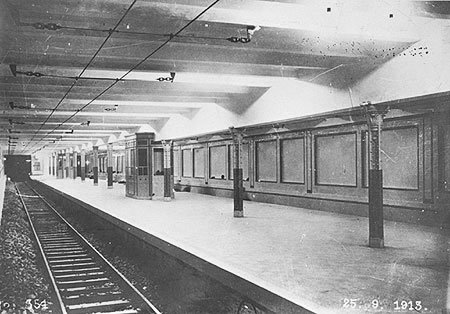
Stația Alberti Norte în 1913.

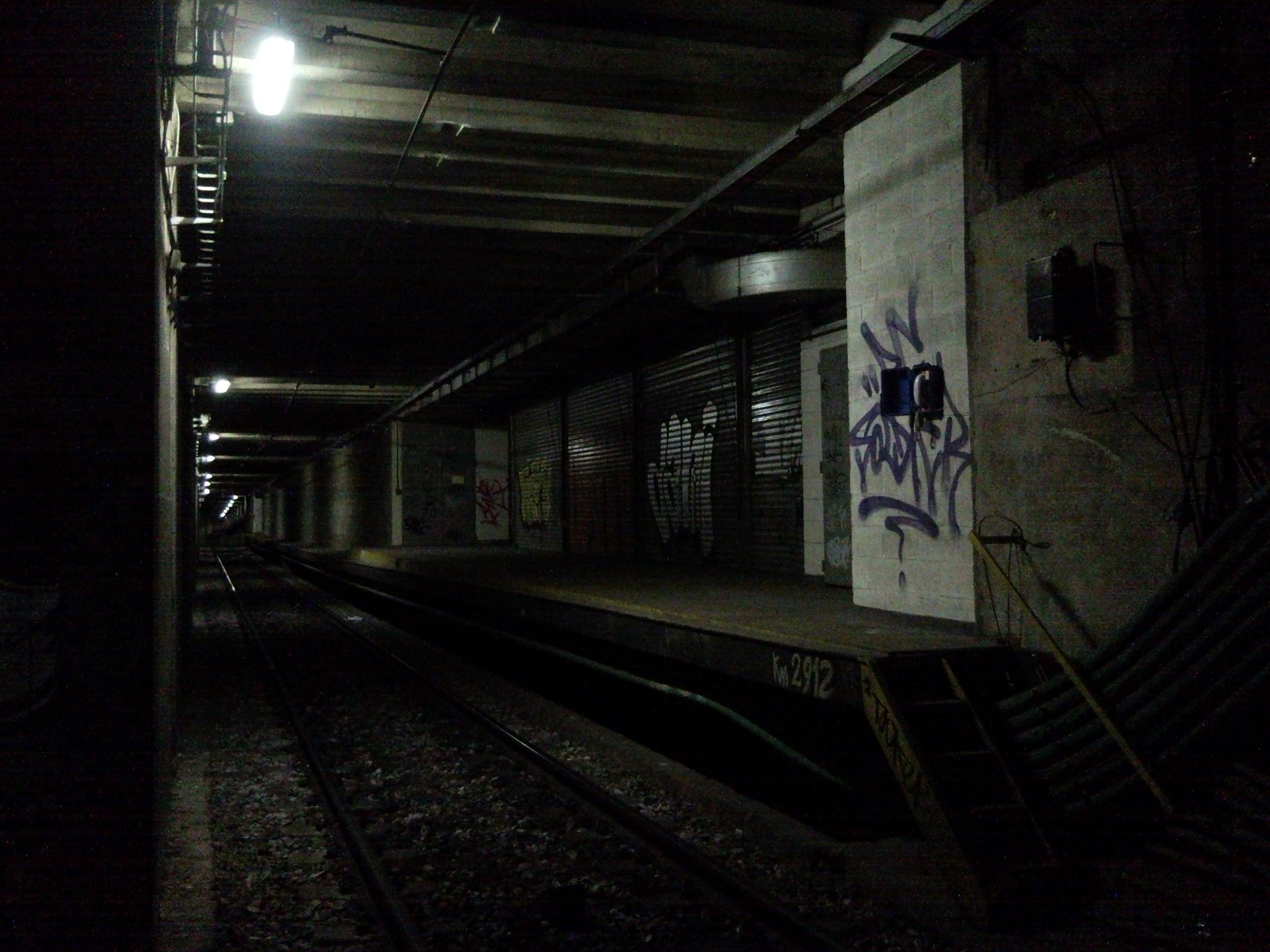
Stația Alberti Norte în prezent.

Metroul din Buenos Aires are patru stații fantomă. Cele două stații de pe Linia A aveau câte un singur peron și au fost închise în 1953, deoarece apropierea dintre ele înseamna că trenurile opreau des, iar frecvența era redusă. Peroanele de pe partea opusă, situate la doar câțiva metri de fiecare din cele două stații, au rămas în continuare deschise sub numele de Pasco și Alberti. Aspectul original al stațiilor a fost păstrat și încă pot fi văzute din mersul trenurilor, chiar fiind deschise o vreme pentru vizitare.
Pe Linia E, cele două stații au fost închise în 1966, când linia a fost relocată mai aproape de centrul orașului pentru a spori numărul pasagerilor. Amândouă au fost folosite ca zone de mentenanță pentru Linia E și Linia C, în timp ce una din stații a servit și drept platou de filmare pentru filmul argentinian din 1996 Moebius. S-a luat în considerare și redeschiderea stațiilor ca parte a noii Linii F, totuși ulterior s-a decis construcția unor galerii de tunel separate.
Există alte două stații (Apeadero Boedo și Apeadero Carranza) pe Linia E și Linia D care au fost destinate folosirii ca stații temporare pe perioada lucrărilor de extindere a celor două linii. Deși peroanele încă există, ele nu pot fi considerate adevărate stații fantomă, deoarece nu au fost proiectate ca parte permanentă a rețelei. Ele au fost reconvertite în substații electrice după construirea stațiilor de metrou permanente.
- Linia A a metroului din Buenos Aires:

- Pasco Sur
- Alberti Norte

- Linia E a metroului din Buenos Aires:

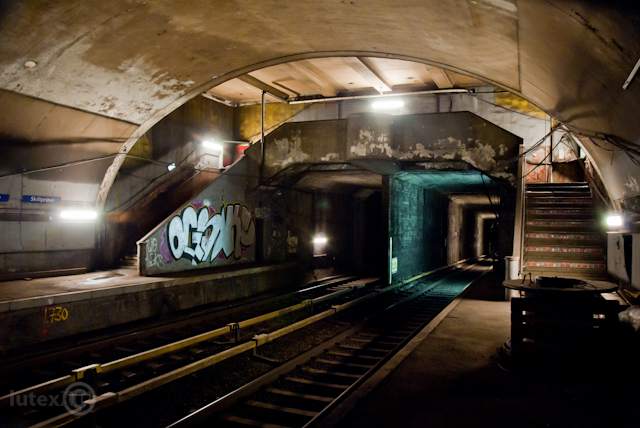
Valkyrie plass, stație fantomă a metroului din Oslo.

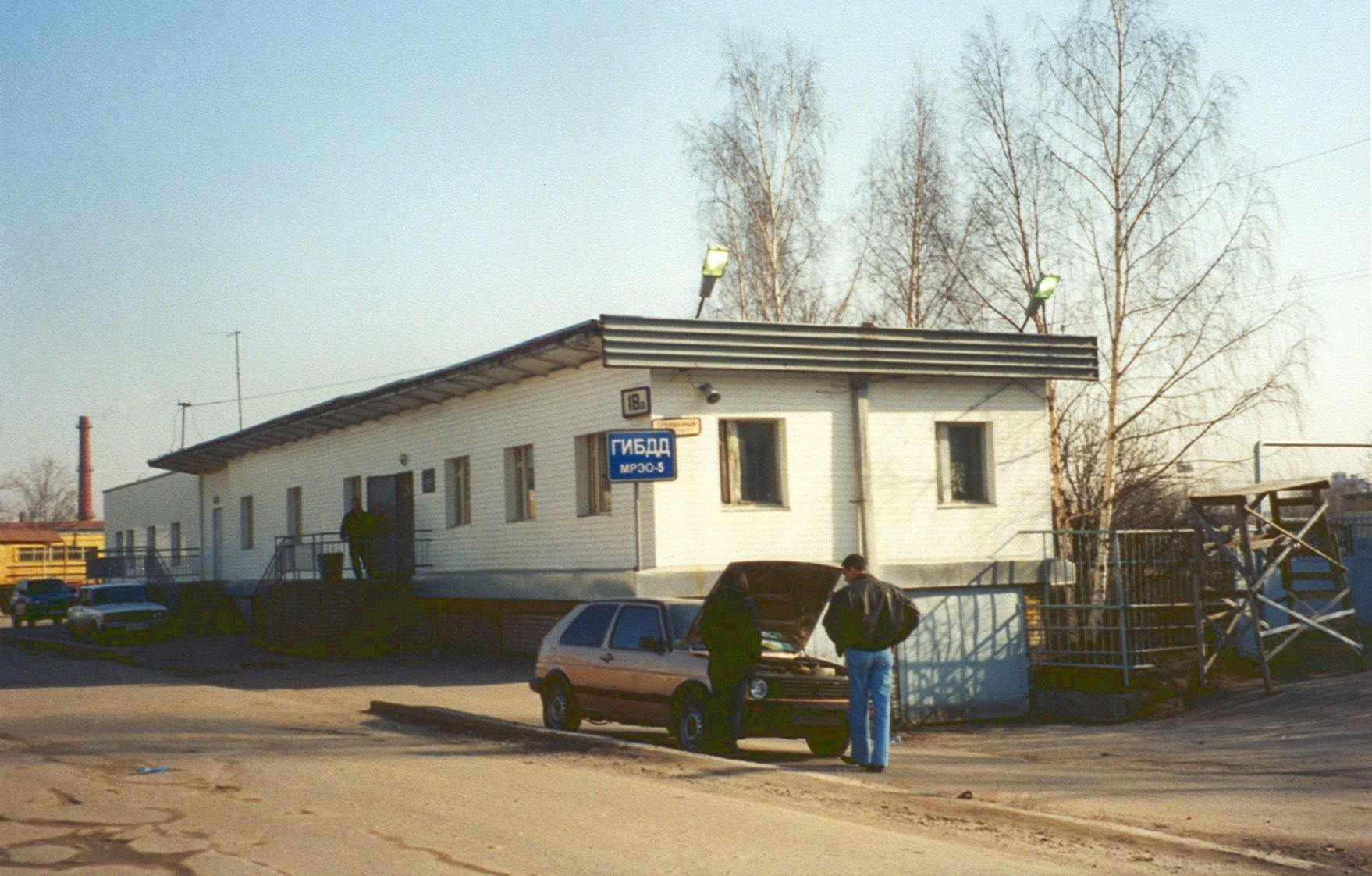
Fosta stație Dacinoie a metroului din Sankt Petersburg, acum secție de poliție.

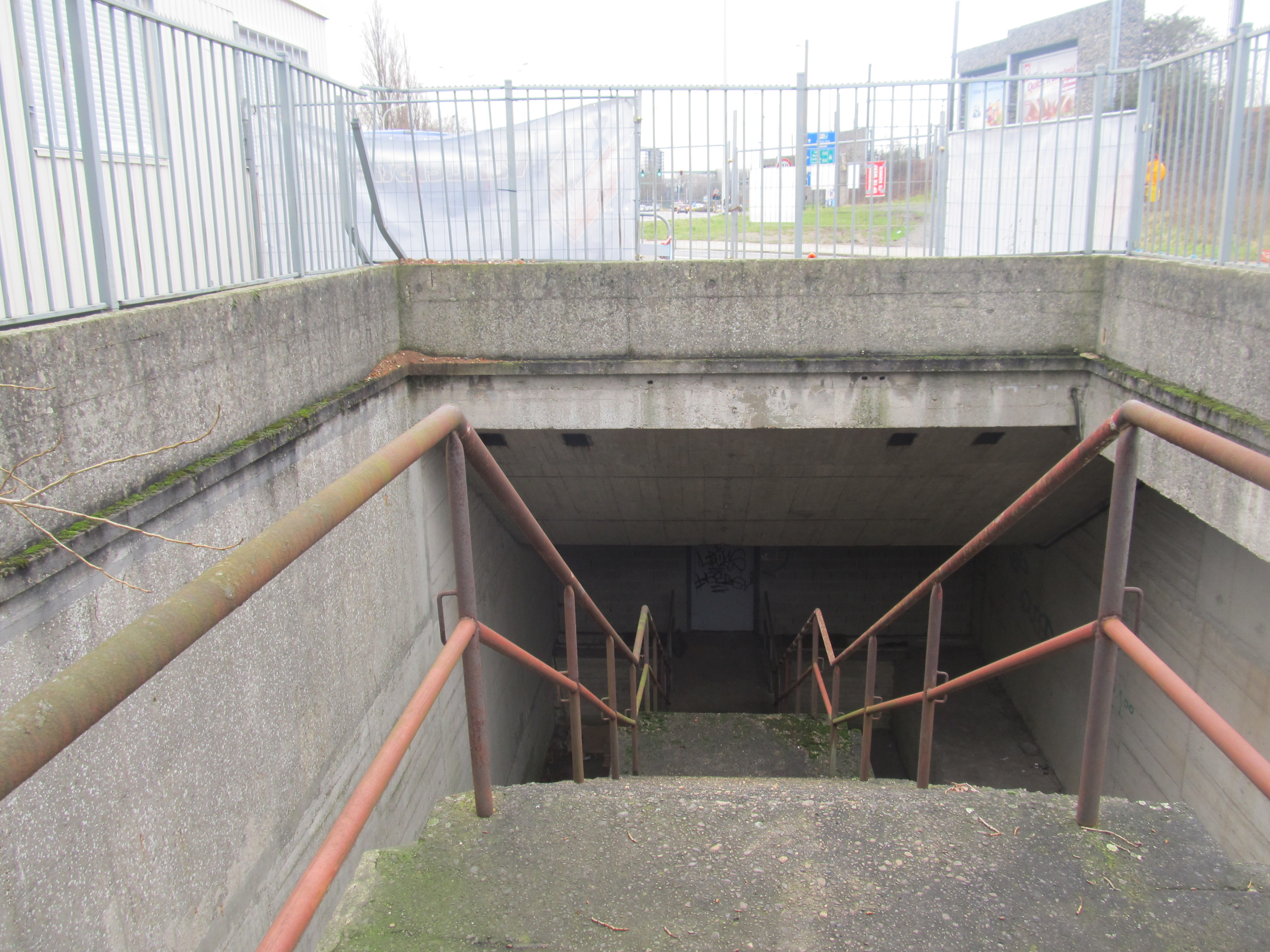
Gura sigilată a stației Foorplein a premetroului din Antwerpen. Niciun tramvai nu circulă prin tunelul de dedesubt.

- San José vieja
- Constitución

### Austria
- Lerchenfelder Straße în Vienna U-Bahn;

### Belgia

#### Stații fantomă alepremetroului din Antwerpen
- Carnot (desemnată ieșire de urgență);
- Collegelaan (desemnată ieșire de urgență);
- Drink (desemnată ieșire de urgență);
- Foorplein;
- Morckhoven;
- Sint-Willibrordus;
- Stuivenberg;

Foste stații fantomă
- Zegel (deschisă pe 18 aprilie 2015);

#### Stații fantomă alemetroului din Bruxelles
- Sainctelette;
- Pe 22 martie 2016, în Bruxelles au avut loc două grave atentate teroriste, comise de militanți islamiști și soldate cu zeci de morți. Unul din ele a avut drept țintă stația de metrou Maelbeek / Maalbeek. În urma acestuia, o parte a stațiilor de metrou din oraș a fost temporar închisă publicului.[10] Accesul în rețeaua de metrou bruxelleză a continuat să se facă doar prin stații păzite de armată și de polițiști înarmați, iar garniturile au circulat după un orar mult redus.[10][11] Trenurile au trecut prin stațiile închise reducând viteza, dar fără să oprească, iar acestea au devenit pentru câteva săptămâni stații fantomă. Ulterior circulația a fost reluată, ultima stație redeschisă fiind Maelbeek / Maalbeek, pe 25 aprilie 2016.[12]

### Brazilia
- Stația Diretor Pestana din Porto Alegre. O veche stație folosită în trecut de trenurile de pasageri ale liniei între Porto Alegre și Santa Maria, acum abandonată. În mod curent, doar trenurile de marfă trec prin ea în serviciu, în timp ce trenurile metropolitane operate de Trensurb traversează gara doar când fac manevre. Stația Aeroporto a Trensurb, care deservește aerportul Porto Alegre, a fost construită chiar alături de Diretor Pestana.

### Canada
- Lower Bay în Toronto;[13]
- Lower Queen;[13]
- Municipal Building în Calgary. O rețea de metrou în zona centrală a orașului Calgary a fost planificată pe sub 8th Avenue pentru garniturile C-Train. În pregătire, o scurtă secțiune de tunel și o stație subterană au fost realizate sub clădirea primăriei în 1985, când aceasta a fost construită. Planurile metroului au fost abandonate când s-a dovedit că linia de suprafață de pe 7th Avenue putea transporta mai mulți pasageri decât se estimase. Dar stația subterană și metroul din zona centrală ar putea fi terminate în viitor, dacă liniile C-Train propuse sau aflate deja în construcție vor depăși capacitatea de transport la suprafață a 7th Avenue.[14]

### China
- Fushouling în Metroul din Beijing;

### Franța
- Arsenal;
- Champ de Mars;
- Croix-Rouge;
- Haxo;
- Porte Molitor;
- Saint-Martin;

### Norvegia
- Valkyrie plass în Metroul din Oslo;
- Volvat în Metroul din Oslo;
- Elisenberg în Tunelul Oslo;

Toate trei sunt stații fantomă adevărate, gări subterane prin care trenurile circulă, dar nu opresc.

### Rusia

#### Stații fantomă alemetroului din Moscova
- Vîstavocinaia (inaugurată cu numele de „Delovoi Țentr”): doar una din cele trei stații ale liniei 4 este deschisă, celelalte două fiind construite ca rezerve. O parte a peronului este ocupată de o galerie temporară de pictură.
- Pervomaiskaia (depou) și Kalujskaia (depou): Stații temporare construite în respectivele depouri de metrou. După ce liniile care le deserveau au fost extinse și au fost construite stații corespunzătoare, cele două au fost închise.

#### Stații fantomă alemetroului din Sankt Petersburg
- Dacinoie - deschisă în 1966, închisă în 1977, o parte a peroanelor a fost reconstruită ca secție de poliție.